# De gele gajo
De gele gajo is een  stripverhaal uit de reeks van Jerom. Het hoort bij de "Groene Reeks (De gouden stuntman)" en de eerste druk is van 1978.

## Locaties
- Morotari-burcht, kamp van de Lowara, Bohemersbos, kamp van de Westhiner

## Personages
- Jerom, professor Barabas, tante Sidonia, Odilon, president Arthur, leden Morotari, Stephanos (Griekse afgevaardigde Morotari[1]), Moro Mirando (leider Lowara), Nanosh (de boeienkoning), Lowara, Koka Pulika (leider Westhiner), Tsjurara, Westhiner, Sarah (dochter van Pulika), Rom Baro (zeer invloedrijke zigeuner)

## Het verhaal
De Moderne Ronde-Tafelridders zijn bijeengeroepen, de regering wil de oorlog tussen twee zigeuner-kumpania's doen ophouden. Een supranationale organisatie kan uitkomst bieden. De nomaden schikken zich alleen naar de kris, een soort rechtbank die door zigeuners wordt gevormd en op geregelde tijdstippen bijeenkomt. De vrienden gaan met de auto van tante Sidonia op weg en komen bij het kamp van de Lowara. De boeienkoning laat zien hoe hij vrij komt van zijn boeien en Jerom doet dit op zijn eigen manier, waarmee hij indruk maakt. De Lowara willen nu praten met de vrienden en vertellen dat de Westhiner handel hebben gedreven op hun grondgebied. De vrienden reizen verder naar het kamp van de Westhiner, maar zij blijken vertrokken te zijn.
De vrienden worden betoverd door Tsjurara, ze hypnotiseerd de vrienden en zij gaan zweven. De volgende dag slaan de Westhiner hun kamp op bij het Bohemersbos, een vaste plek van de Lowara. Het kamp wordt aangevallen door de Lowara en er ontstaat een groot gevecht. Jerom kan beide zigeunerstammen uit elkaar houden, maar zijn motor wordt vernield. Jerom is woedend, maar houdt zich in en hij gaat met Odilon terug naar de burcht. Er wordt een spoedzitting gehouden en daarin wordt besproken dat de Lowara en de Westhiner de Morotari vijandig gezind zijn. Plotseling wordt het licht uitgedaan en als professor Barabas een noodschakelaar gebruikt, blijkt president Arthur verdwenen te zijn.
Jerom grijpt Nanosh en hoort van hem dat Mirando en Pulika achter de ontvoering zitten. De ridders van de Moderne Ronde Tafel vergaderen over een voorlopige president. Dan vertelt Odilon dat hij de motor heeft gerepareerd, maar deze blijkt niet goed te werken. Stephanos wordt tot plaatsvervangend president benoemd en zijn spoedopdracht is om president Arthur te bevrijden van de zigeuners. De zigeuners vieren het feest van de hernieuwde broederschap. De dochter van Pulika vraagt Nanosh ten dans, maar hij wil alleen wraak op Jerom en weigert. Jerom, Odilon en professor Barabas vliegen met de motor naar het kamp, maar de woonwagen met de president is al verdwenen. 
Jerom vliegt 's nachts rond en ziet een bliksemflits en een inslag. Hij ziet dat een woonwagen is geraakt en redt de bestuurder. Dit blijkt een zeer invloedrijke zigeuner te zijn en hij wordt op de hoogte gebracht van alle gebeurtenissen. Hij besluit een kris samen te stellen en er zal een oordeel geveld worden over Mirando en Palinka. De krisatori (leden van de kris) bepalen dat de zigeuners de president van Morotari niet mochten ontvoeren. President Arthur wordt bevrijd en vertelt dat hij goed behandeld is. Mirando en Pulika handelden als zigeuners en aanvaardden geen wet van buitenaf. Hij stelt voor om alles te vergeten en de kris trekt zich terug.